# Olympische Winterspiele 1988/Ski Nordisch
Bei den XV. Olympischen Winterspielen 1988 in Calgary fanden 13 Wettbewerbe im nordischen Skisport statt. Austragungsorte waren die Alberta Ski Jump Area im Stadtzentrum sowie das Canmore Nordic Centre in Canmore.
Das Wettkampfprogramm erfuhr Erweiterungen und Veränderungen. Nachdem immer mehr Skilangläufer die Skating-Technik, die schnellere Zeiten ermöglichte als die klassische Technik, für eine gesamte Strecke anwendeten, schrieb die FIS bei den Großveranstaltungen vor, ob die jeweilige Disziplin in klassischem oder freiem Stil zu laufen sei. Für die kommenden Jahre standen noch weitere Veränderungen im Skilanglauf bevor. Bei den Skispringern sowie den Nordisch Kombinierten kam jeweils ein Teamwettbewerb hinzu, der in der Nordischen Kombination als Staffel und bei den Springern als zusätzliches Springen mit Mannschaftswertung durchgeführt wurde. Herausragend bei den Männern war Skispringer Matti Nykänen, der beide Einzelkonkurrenzen und mit seinem finnischen Team auch den Teamwettbewerb gewann. In den Langläufen der Frauen dominierten v. a. die Sportlerinnen aus der Sowjetunion, die außer der 5-km-Distanz alle anderen Disziplinen für sich entscheiden konnten.

## Bilanz

### Medaillenspiegel
| Platz | Land             | Gold | Silber | Bronze | Gesamt |
| ----- | ---------------- | ---- | ------ | ------ | ------ |
| 1     | Sowjetunion      | 5    | 5      | 4      | 14     |
| 2     | Finnland         | 4    | –      | 2      | 6      |
| 3     | Schweden         | 2    | –      | –      | 2      |
| 4     | Schweiz          | 1    | 1      | 1      | 3      |
| 5     | BR Deutschland   | 1    | –      | –      | 1      |
| 6     | Norwegen         | –    | 3      | 2      | 5      |
| 7     | Tschechoslowakei | –    | 1      | 2      | 3      |
| 8     | Jugoslawien      | –    | 1      | 1      | 2      |
| 8     | Österreich       | –    | 1      | 1      | 2      |
| 10    | Italien          | –    | 1      | –      | 1      |

### Medaillengewinner
| Konkurrenz        | Gold                                                     | Silber                                                                     | Bronze                                                 |
| ----------------- | -------------------------------------------------------- | -------------------------------------------------------------------------- | ------------------------------------------------------ |
| 15 km klassisch   | Michail Dewjatjarow                                      | Pål Gunnar Mikkelsplass                                                    | Wladimir Smirnow                                       |
| 30 km klassisch   | Alexei Prokurorow                                        | Wladimir Smirnow                                                           | Vegard Ulvang                                          |
| 50 km Freistil    | Gunde Svan                                               | Maurilio De Zolt                                                           | Andy Grünenfelder                                      |
| 4 × 10 km Staffel | Torgny Mogren, Jan Ottosson, Gunde Svan, Thomas Wassberg | Michail Dewjatjarow, Alexei Prokurorow, Wladimir Sachnow, Wladimir Smirnow | Pavel Benc, Václav Korunka, Radim Nyč, Ladislav Švanda |

| Konkurrenz       | Gold                                                                  | Silber                                                    | Bronze                                                                     |
| ---------------- | --------------------------------------------------------------------- | --------------------------------------------------------- | -------------------------------------------------------------------------- |
| 5 km klassisch   | Marjo Matikainen                                                      | Tamara Tichonowa                                          | Vida Vencienė                                                              |
| 10 km klassisch  | Vida Vencienė                                                         | Raissa Smetanina                                          | Marjo Matikainen                                                           |
| 20 km Freistil   | Tamara Tichonowa                                                      | Anfissa Reszowa                                           | Raissa Smetanina                                                           |
| 4 × 5 km Staffel | Nina Gawriljuk, Swetlana Nageikina, Anfissa Reszowa, Tamara Tichonowa | Marianne Dahlmo, Trude Dybendahl, Anne Jahren, Marit Wold | Marja-Liisa Kirvesniemi, Pirkko Määttä, Marjo Matikainen, Jaana Savolainen |

| Konkurrenz    | Gold                                                             | Silber                                                  | Bronze                                                                       |
| ------------- | ---------------------------------------------------------------- | ------------------------------------------------------- | ---------------------------------------------------------------------------- |
| Normalschanze | Matti Nykänen                                                    | Pavel Ploc                                              | Jiří Malec                                                                   |
| Großschanze   | Matti Nykänen                                                    | Erik Johnsen                                            | Matjaž Debelak                                                               |
| Mannschaft    | Ari-Pekka Nikkola, Matti Nykänen, Jari Puikkonen, Tuomo Ylipulli | Matjaž Debelak, Miran Tepeš, Primož Ulaga, Matjaž Zupan | Ole Christian Eidhammer, Ole Gunnar Fidjestøl, Erik Johnsen, Jon Inge Kjørum |

| Konkurrenz | Gold                                           | Silber                                          | Bronze                                               |
| ---------- | ---------------------------------------------- | ----------------------------------------------- | ---------------------------------------------------- |
| Einzel     | Hippolyt Kempf                                 | Klaus Sulzenbacher                              | Allar Levandi                                        |
| Mannschaft | Thomas Müller, Hans-Peter Pohl, Hubert Schwarz | Fredy Glanzmann, Hippolyt Kempf, Andreas Schaad | Hansjörg Aschenwald, Günter Csar, Klaus Sulzenbacher |

## Langlauf Männer

### 15 km klassisch
| Platz | Land | Sportler                | Zeit (min) |
| ----- | ---- | ----------------------- | ---------- |
| 1     | URS  | Michail Dewjatjarow     | 41:18,9    |
| 2     | NOR  | Pål Gunnar Mikkelsplass | 41:33,4    |
| 3     | URS  | Wladimir Smirnow        | 41:48,5    |
| 4     | NOR  | Oddvar Brå              | 42:17,3    |
| 5     | GDR  | Uwe Bellmann            | 42:17,8    |
| 6     | ITA  | Maurilio De Zolt        | 42:31,2    |
| 7     | NOR  | Vegard Ulvang           | 42:31,5    |
| 8     | FIN  | Harri Kirvesniemi       | 42:42,8    |
| 9     | ITA  | Marco Albarello         | 42:48,6    |
| 10    | ITA  | Giorgio Vanzetta        | 42:49,6    |
|       |      |                         |            |
| 21    | GDR  | Holger Bauroth          | 43:59,2    |
| 22    | SUI  | Jürg Capol              | 43:59,5    |
| 23    | FRG  | Jochen Behle            | 43:59,7    |
| 27    | FRG  | Walter Kuß              | 44:29,0    |
| 31    | AUT  | Alois Schwarz           | 45:06,9    |
| 32    | AUT  | André Blatter           | 45:15,2    |
| 35    | SUI  | Andy Grünenfelder       | 45:35,5    |
| 36    | AUT  | Alois Stadlober         | 45:38,5    |
| 42    | AUT  | Johann Standmann        | 46:04,6    |
| 50    | LIE  | Benjamin Eberle         | 46:49,3    |
| 51    | LIE  | Patrick Hasler          | 47:07,3    |

Datum: 19. Februar 1988, 09:30 Uhr

Höhendifferenz: 150 m; Maximalanstieg: 104 m; Totalanstieg: 617 m

90 Teilnehmer aus 32 Ländern, davon 85 in der Wertung.
Das Rennen zählte auch zum Weltcup. Sieger Dewetjarow erklärte, dass der Einsatz der sowjetischen Läufer in zwei Weltcuprennen und das Training richtig getimt gewesen seien. Es waren in seiner Heimat Strecken mit ähnlichem Profil angelegt worden und er empfand den olympischen Wettkampf als leicht. Für die Schweizer war das Ergebnis das schlechteste seit Olympia 1980, als Franz Renggli Rang 27 belegt hatte.

### 30 km klassisch
| Platz | Land | Sportler                | Zeit (h)  |
| ----- | ---- | ----------------------- | --------- |
| 1     | URS  | Alexei Prokurorow       | 1:24:26,3 |
| 2     | URS  | Wladimir Smirnow        | 1:24:35,1 |
| 3     | NOR  | Vegard Ulvang           | 1:25:11,6 |
| 4     | URS  | Michail Dewjatjarow     | 1:25:31,3 |
| 5     | ITA  | Giorgio Vanzetta        | 1:25:37,2 |
| 6     | NOR  | Pål Gunnar Mikkelsplass | 1:25:44,6 |
| 7     | ITA  | Gianfranco Polvara      | 1:26:02,7 |
| 8     | ITA  | Marco Albarello         | 1:26:09,1 |
| 9     | FIN  | Harri Kirvesniemi       | 1:26:59,6 |
| 10    | SWE  | Gunde Svan              | 1:27:30,8 |
|       |      |                         |           |
| 13    | SUI  | Giachem Guidon          | 1:28:25,9 |
| 15    | GDR  | Uwe Bellmann            | 1:28:37,2 |
| 18    | AUT  | Alois Schwarz           | 1:29:34,4 |
| 22    | GDR  | Holger Bauroth          | 1:30:03,4 |
| 23    | FRG  | Jochen Behle            | 1:30:08,3 |
| 26    | SUI  | Jeremias Wigger         | 1:30:47,2 |
| 30    | SUI  | Jürg Capol              | 1:31:36,1 |
| 33    | AUT  | Alois Stadlober         | 1:32:00,0 |
| 40    | FRG  | Stefan Dotzler          | 1:33:06,1 |
| 44    | AUT  | Johann Standmann        | 1:34:24,8 |
| 47    | LIE  | Benjamin Eberle         | 1:34:53,8 |
| 58    | LIE  | Konstantin Ritter       | 1:37:47,6 |
| 74    | LIE  | Patrick Hasler          | 1:43:26,7 |

Datum: 15. Februar 1988, 09:50 Uhr

Höhendifferenz: 112 m; Maximalanstieg: 62 m; Totalanstieg: 1194 m

90 Teilnehmer aus 32 Ländern, davon 87 in der Wertung.
Bis zur 20-km-Marke führte Smirnow, wobei bei der 10-km-Marke noch Ulvang vor Prokurorow auf Rang 2 platziert war. Andy Grünenfelder (SUI) gab nach 24 km wegen falscher Wachswahl auf. Rang 18 für Alois Schwarz war die beste je von einem Österreicher in dieser Disziplin erzielte Platzierung. Er sagte, er habe sich seine Kräfte gut eingeteilt, konnte im Finish zusetzen und hatte gut präparierte Skier.

### 50 km Freistil
| Platz | Land | Sportler                | Zeit (h)  |
| ----- | ---- | ----------------------- | --------- |
| 1     | SWE  | Gunde Svan              | 2:04:30,9 |
| 2     | ITA  | Maurilio De Zolt        | 2:05:36,4 |
| 3     | SUI  | Andy Grünenfelder       | 2:06:01,9 |
| 4     | NOR  | Vegard Ulvang           | 2:06:32,3 |
| 5     | GDR  | Holger Bauroth          | 2:07:02,4 |
| 6     | SWE  | Jan Ottosson            | 2:07:34,8 |
| 7     | FIN  | Kari Ristanen           | 2:08:08,1 |
| 8     | GDR  | Uwe Bellmann            | 2:08:18,6 |
| 9     | NOR  | Pål Gunnar Mikkelsplass | 2:08:20,0 |
| 10    | ITA  | Gianfranco Polvara      | 2:08:40,3 |
|       |      |                         |           |
| 13    | SUI  | Giachem Guidon          | 2:09:02,3 |
| 14    | SUI  | Jeremias Wigger         | 2:09:05,4 |
| 19    | AUT  | André Blatter           | 2:10:43,4 |
| 33    | FRG  | Herbert Fritzenwenger   | 2:13:27,6 |
| 34    | FRG  | Georg Fischer           | 2:13:31,3 |
| 35    | SUI  | Markus Fähndrich        | 2:13:33,2 |
| 36    | AUT  | Johann Standmann        | 2:13:39,3 |
| 41    | AUT  | Alois Schwarz           | 2:17:03,5 |

Datum: 27. Februar 1988, 08:30 Uhr

Höhendifferenz: 130 m; Maximalanstieg: 56 m; Totalanstieg: 1794 m

74 Teilnehmer aus 25 Ländern, davon 61 in der Wertung.
Es war dies bis dato der schnellste Marathon aller Zeiten. Rang 3 für Grünenfelder war ein Meilenstein in der Geschichte des Schweizer Langlaufsports. Svan führte schon nach 15 km mit 41,1 s vor Bauroth und Grünenfelder, De Zolt war Achter. Nach Rennhälfte lag der Schwede vor Grünenfelder (+ 1:07,5) und De Zolt (+ 1.09,0), nach 40 war de Zolt bereits Zweiter (+ 1:27,9), Grünenfelder auf Rang drei (+ 1:43,3) und Bauroth auf Rang vier (+ 1:49,2). Doch der DDR-Läufer baute gegen Schluss hin ab, während der Schweizer zulegen konnte.
Als großer Favorit in allen Langlaufwettbewerben der Männer galt der 26-jährige Schwede Gunde Svan, der bereits vier Jahre zuvor bei den Spielen in Sarajevo zweimal Gold und je einmal Silber und Bronze gewonnen hatte (zwischen 1985 und 1991 konnte er siebenmal WM-Gold erringen). Doch begannen die Spiele von Calgary für ihn sehr zäh: Einem zehnten Platz über 30 Kilometer folgte ein 13. Rang über die 15-km-Distanz. Nachdem er mit der schwedischen Mannschaft den Staffeltitel verteidigt hatte, gelang ihm am vorletzten Tag der Winterspiele über die Marathondistanz mit einer guten Minute Vorsprung vor dem Italiener Maurilio De Zolt doch noch das ersehnte Einzelgold, womit er mit der schwedischen Langlauf-Legende Sixten Jernberg gleichzog, der von 1956 bis 1964 ebenfalls viermal Gold erringen konnte.

### 4 × 10 km Staffel
| Platz | Land | Sportler                                                                | Zeit (h)  |
| ----- | ---- | ----------------------------------------------------------------------- | --------- |
| 1     | SWE  | Jan Ottosson Thomas Wassberg Gunde Svan Torgny Mogren                   | 1:43:58,6 |
| 2     | URS  | Wladimir Smirnow Wladimir Sachnow Michail Dewjatjarow Alexei Prokurorow | 1:44:11,3 |
| 3     | TCH  | Radim Nyč Václav Korunka Pavel Benc Ladislav Švanda                     | 1:45:22,7 |
| 4     | SUI  | Andy Grünenfelder Jürg Capol Giachem Guidon Jeremias Wigger             | 1:46:16,3 |
| 5     | ITA  | Silvano Barco Albert Walder Giorgio Vanzetta Maurilio De Zolt           | 1:46:16,7 |
| 6     | NOR  | Pål Gunnar Mikkelsplass Oddvar Brå Vegard Ulvang Terje Langli           | 1:46:48,7 |
| 7     | FRG  | Georg Fischer Walter Kuß Jochen Behle Herbert Fritzenwenger             | 1:48:05,0 |
| 8     | FIN  | Jari Laukkanen Harri Kirvesniemi Jari Räsänen Kari Ristanen             | 1:48:24,0 |
|       |      |                                                                         |           |
| 10    | AUT  | André Blatter Alois Schwarz Johann Standmann Alois Stadlober            | 1:49:14,5 |

Datum: 22. Februar 1988, 09:30 Uhr

Höhenunterschied: 108 m; Maximalanstieg: 50 m; Totalanstieg: 440 m

16 Staffeln am Start, alle in der Wertung.
Für die Tschechoslowakei war der dritte Platz der größte Triumph seit Falun 1974 (50-km-Silber von Stanislav Henych), für die Schweiz war Platz 4 das beste Ergebnis seit Bronze 1972 in Sapporo. Sieger Schweden profitierte auch von den Stürzen von Dewjatjarow und Prokurorow. Italien konnte in die Medaillenentscheidung nie eingreifen, Norwegens Untergang begann mit dem Sturz von Startläufer Mikkelsplass und setzte sich durch eine schwache Leistung von Brå fort. Die Finnen hatten Probleme mit dem Freistil. Bei Österreich fehlte der erkrankte Markus Gandler (für ihn lief Standmann); zur Halbzeit übergab Schwarz mit 6,4 s Rückstand auf die Tschechoslowakei, doch die Staffel fiel auf Platz 10 zurück.

## Langlauf Frauen

### 5 km klassisch
| Platz | Land | Sportlerin              | Zeit (min) |
| ----- | ---- | ----------------------- | ---------- |
| 1     | FIN  | Marjo Matikainen        | 15:04,0    |
| 2     | URS  | Tamara Tichonowa        | 15:05,3    |
| 3     | URS  | Vida Vencienė           | 15:11,1    |
| 4     | NOR  | Anne Jahren             | 15:12,6    |
| 5     | FIN  | Marja-Liisa Kirvesniemi | 15:16,7    |
| 6     | NOR  | Inger Helene Nybråten   | 15:17,7    |
| 7     | SWE  | Marie-Helene Westin     | 15:28,9    |
| 8     | URS  | Swetlana Nageikina      | 15:29,9    |
| 9     | NOR  | Marianne Dahlmo         | 15:30,4    |
| 10    | URS  | Raissa Smetanina        | 15:35,9    |
|       |      |                         |            |
| 13    | GDR  | Simone Opitz            | 15:41,1    |
| 14    | SUI  | Evi Kratzer             | 15:42,8    |
| 15    | SUI  | Christine Gilli-Brügger | 15:44,5    |
| 19    | GDR  | Kerstin Moring          | 16:01,6    |
| 20    | AUT  | Cornelia Sulzer         | 16:09,7    |
| 25    | GDR  | Silke Braun             | 16:22,5    |
| 28    | FRG  | Karin Jäger             | 16:28,0    |
| 34    | AUT  | Maria Theurl            | 16:36,6    |
| 35    | SUI  | Marianne Irniger        | 16:37,5    |
| 36    | AUT  | Margot Kober            | 16:39,2    |
| 37    | GDR  | Susann Kuhfittig        | 16:41,9    |
| 40    | SUI  | Karin Thomas            | 17:04,1    |
| 43    | FRG  | Stefanie Birkelbach     | 17:09,1    |
| 44    | FRG  | Birgit Kohlrusch        | 17:10,3    |
| 45    | AUT  | Hildegard Embacher      | 17:18,6    |
| 48    | FRG  | Sonja Bilgeri           | 17:33,2    |

Datum: 17. Februar 1988, 09:45 Uhr

Höhenunterschied: 50 m; Maximalanstieg: 37 m; Totalanstieg: 223 m

55 Teilnehmerinnen aus 17 Ländern, davon 53 in der Wertung.

### 10 km klassisch
| Platz | Land | Sportlerin              | Zeit (min) |
| ----- | ---- | ----------------------- | ---------- |
| 1     | URS  | Vida Vencienė           | 30:08,3    |
| 2     | URS  | Raissa Smetanina        | 30:17,0    |
| 3     | FIN  | Marjo Matikainen        | 30:20,5    |
| 4     | URS  | Swetlana Nageikina      | 30:08,3    |
| 5     | URS  | Tamara Tichonowa        | 30:38,9    |
| 6     | NOR  | Inger Helene Nybråten   | 30:51,7    |
| 7     | FIN  | Pirkko Määttä           | 30:52,4    |
| 8     | SWE  | Marie-Helene Westin     | 30:55,3    |
| 9     | FIN  | Marja-Liisa Kirvesniemi | 30:57,0    |
| 10    | GDR  | Simone Opitz            | 31:14,3    |
| 11    | SUI  | Evi Kratzer             | 31:16,7    |
|       |      |                         |            |
| 18    | SUI  | Christine Gilli-Brügger | 31:37,4    |
| 21    | GDR  | Simone Greiner-Petter   | 31:53,0    |
| 23    | GDR  | Susann Kuhfittig        | 32:01,5    |
| 24    | FRG  | Karin Jäger             | 32:09,5    |
| 25    | GDR  | Kerstin Moring          | 32:12,8    |
| 26    | AUT  | Cornelia Sulzer         | 32:17,1    |
| 32    | SUI  | Sandra Parpan           | 33:02,0    |
| 34    | AUT  | Margot Kober            | 33:22,2    |
| 42    | AUT  | Hildegard Embacher      | 34:53,2    |
| 43    | SUI  | Marianne Irniger        | 34:58,3    |
| 44    | FRG  | Sonja Bilgeri           | 35:07,0    |

Datum: 14. Februar 1988, 10:00 Uhr

Höhenunterschied: 112 m; Maximalanstieg: 62 m; Totalanstieg: 398 m

52 Teilnehmerinnen aus 17 Ländern, davon 51 in der Wertung. Aufgegeben: Maria Theurl (AUT).
Nach 4,6 km führte Smetanina vor Westin und Vencienė, während Matikainen auf Rang 11 lag. Nach 7,3 km hieß der Stand: Smetanina, Vencienė, Matikainen. Enttäuschend verlief das Rennen für die Norwegerinnen, die als zweitbeste Läuferin Brit Pettersen auf Rang 14 hatten.

### 20 km Freistil
| Platz | Land | Sportler                | Zeit (min) |
| ----- | ---- | ----------------------- | ---------- |
| 1     | URS  | Tamara Tichonowa        | 55:53,6    |
| 2     | URS  | Anfissa Reszowa         | 56:12,8    |
| 3     | URS  | Raissa Smetanina        | 57:22,1    |
| 4     | SUI  | Christine Gilli-Brügger | 57:37,4    |
| 5     | GDR  | Simone Opitz            | 57:54,3    |
| 6     | ITA  | Manuela Di Centa        | 57:55,2    |
| 7     | GDR  | Kerstin Moring          | 58:17,2    |
| 8     | NOR  | Marianne Dahlmo         | 58:31,1    |
| 9     | SWE  | Anna-Lena Fritzon       | 58:37,4    |
| 10    | SWE  | Marie-Helene Westin     | 58:39,4    |
|       |      |                         |            |
| 14    | SUI  | Evi Kratzer             | 58:56,1    |
| 15    | GDR  | Simone Greiner-Petter   | 59:01,2    |
| 16    | SUI  | Karin Thomas            | 59:17,2    |
| 30    | SUI  | Marianne Irniger        | 61:51,5    |
| 35    | FRG  | Karin Jäger             | 62:24,6    |
| 37    | AUT  | Cornelia Sulzer         | 63:01,2    |
| 38    | GDR  | Susann Kuhfittig        | 63:05,8    |
| 41    | FRG  | Birgit Kohlrusch        | 63:16,2    |
| 45    | FRG  | Stefanie Birkelbach     | 64:40,5    |
| 50    | AUT  | Hildegard Embacher      | 67:35,1    |

Datum: 25. Februar 1988, 09:30 Uhr

Höhenunterschied: 98 m; Maximalanstieg: 51 m; Totalanstieg: 738 m

55 Teilnehmerinnen aus 18 Ländern, davon 52 in der Wertung. Disqualifiziert: Nina Gawriljuk.
Zunächst war Gawriljuk an achter Stelle platziert, doch sie wurde wegen verbotener Werbung gleich im Anschluss an den Wettkampf disqualifiziert, weshalb alle Athletinnen von Rang 9 an um einen Platz nach vorn rückten. Für Gilli-Brügger lagen Tichonowa und Reszowa außer Reichweite; das Duell mit Smetanina verlor sie, seit fünf Tagen von einer Erkältung geplagt, bei Kilometer 15. Finnlands Hoffnung Matikainen zerbrach an der geballten Übermacht der UdSSR.

### 4 × 5 km Staffel
| Platz | Land | Sportlerinnen                                                           | Zeit      |
| ----- | ---- | ----------------------------------------------------------------------- | --------- |
| 1     | URS  | Swetlana Nageikina Nina Gawriljuk Tamara Tichonowa Anfissa Reszowa      | 59:51,1   |
| 2     | NOR  | Trude Dybendahl Marit Wold Anne Jahren Marianne Dahlmo                  | 1:01:33,0 |
| 3     | FIN  | Pirkko Määttä Marja-Liisa Kirvesniemi Marjo Matikainen Jaana Savolainen | 1:01:53,8 |
| 4     | SUI  | Karin Thomas Sandra Parpan Evi Kratzer Christine Gilli-Brügger          | 1:01:59,4 |
| 5     | GDR  | Kerstin Moring Simone Opitz Silke Braun Simone Greiner-Petter           | 1:02:19,9 |
| 6     | SWE  | Lis Frost Anna-Lena Fritzon Karin Lamberg-Skog Marie-Helene Westin      | 1:02:24,9 |
| 7     | TCH  | Ľubomíra Balážová Viera Klimková Ivana Rádlová Alžbeta Havrančíková     | 1:03:37,1 |
| 8     | USA  | Dorcas DenHartog Leslie Thompson Nancy Fiddler Leslie Krichko           | 1:04:08,8 |
|       |      |                                                                         |           |
| 11    | FRG  | Stefanie Birkelbach Karin Jäger Birgit Kohlrusch Sonja Bilgeri          | 1:05:48,6 |

Datum: 21. Februar 1988, 09:30 Uhr

Höhenunterschied: 98 m; Maximalanstieg: 50 m; Totalanstieg: 204 m

12 Staffeln am Start, alle in der Wertung.
Die Sowjetunion bewältigte das Rennen überlegen, obwohl mit Gawriljuk und Reszowa zwei Läuferinnen zum Zug kamen, die bislang in Canmore nicht eingesetzt worden waren. Die Siegerstaffel war sowohl nach 5 als auch 10 km voran, wobei anfangs die DDR mit 13,9 bzw. 35,8 s Rückstand auf Rang 2 lag. Der Vorsprung der UdSSR (1:41,9 min) war der größte seit den Weltmeisterschaften 1966 in Oslo. Nach 5 km war die Schweiz auf Rang 3 vor Norwegen und Finnland, nach 10 km hatte Finnland vor Norwegen Rang 3 inne. Die finnische Schlussläuferin Savolainen kam zwar 1200 m vor dem Ziel zu Sturz, doch gelang es der Schweizerin Gilli-Brügger nicht mehr, ganz heranzukommen.

## Skispringen

### Normalschanze
| Platz | Land | Sportler            | Weiten (m)  | Punkte |
| ----- | ---- | ------------------- | ----------- | ------ |
| 1     | FIN  | Matti Nykänen       | 89,5 / 89,5 | 229,1  |
| 2     | TCH  | Pavel Ploc          | 84,5 / 87,0 | 212,1  |
| 3     | TCH  | Jiří Malec          | 88,0 / 85,5 | 211,8  |
| 4     | YUG  | Miran Tepeš         | 84,0 / 83,5 | 211,2  |
| 5     | TCH  | Jiří Parma          | 83,5 / 82,5 | 203,8  |
| 6     | AUT  | Heinz Kuttin        | 87,0 / 80,5 | 199,7  |
| 7     | FIN  | Jari Puikkonen      | 84,0 / 80,0 | 199,1  |
| 8     | SWE  | Staffan Tällberg    | 83,0 / 81,0 | 198,1  |
| 9     | GDR  | Jens Weißflog       | 81,5 / 80,0 | 196,6  |
| 10    | POL  | Piotr Fijas         | 84,5 / 80,0 | 195,4  |
|       |      |                     |             |        |
| 12    | AUT  | Andreas Felder      | 80,5 / 81,0 | 192,1  |
| 17    | SUI  | Fabrice Piazzini    | 83,0 / 78,0 | 188,8  |
| 20    | AUT  | Günther Stranner    | 83,5 / 78,0 | 186,6  |
| 21    | GDR  | Remo Lederer        | 79,5 / 78,0 | 185,2  |
| 24    | AUT  | Ernst Vettori       | 79,5 / 76,0 | 181,5  |
| 29    | FRG  | Andreas Bauer       | 78,5 / 79,5 | 177,5  |
| 31    | FRG  | Josef Heumann       | 77,0 / 80,0 | 176,4  |
| 37    | SUI  | Gérard Balanche     | 78,0 / 78,0 | 173,8  |
| 47    | FRG  | Thomas Klauser      | 80,5 / 71,0 | 165,1  |
| 48    | SUI  | Christian Hauswirth | 79,5 / 73,0 | 164,7  |
| 55    | FRG  | Dieter Thoma        | 75,0 / 74,0 | 154,1  |
| 56    | SUI  | Christoph Lehmann   | 74,0 / 73,0 | 150,9  |

Datum: 14. Februar, 13:30 Uhr (1. Durchgang) / 14:40 Uhr (2. Durchgang)

K-Punkt: 89 m

58 Teilnehmer aus 19 Ländern, alle in der Wertung.
Nykänen siegte wie erwartet, nachdem er schon das Training dominiert hatte. Er lag bereits nach dem 1. Durchgang vor Malec und Tepeš. Zwischen Nykänen und Rang 21 lagen lediglich 10 Punkte. Im 2. Durchgang wurde in umgekehrter Reihenfolge der Platzierung gesprungen, wobei Primož Ulaga noch von Rang 4 auf 30 zurückfiel. Als fraglich galten die Benotungen, weil es u. a. bei Nykänen Schwankungen zwischen 17,0 und 19,0 gab. Der 17-jährige Heinz Kuttin war mit Rang 6 der beste Skispringer des ÖSV-Teams; er war die Woche vor den Spielen nicht bei der „aktiven Erholung“ des Teams auf Jamaika dabei gewesen, sondern hatte, nachdem er bereits mit der Mannschaft Gold geholt hatte, am 7. Februar die Goldmedaille im Einzelbewerb bei den Junioren-Weltmeisterschaften in Saalfelden errungen.
Auf dem letzten Platz landete der in stets im Mittelpunkt stehende Michael Edwards, genannt „Eddie the Eagle“. Der Brite machte aufgrund seiner unausgereiften Technik von sich reden, die häufig zu gefährlichen Situationen führte. Später erhielt er deshalb keine Erlaubnis mehr für die Teilnahme an Sprungkonkurrenzen.

### Großschanze
| Platz | Land | Sportler            | Weiten (m)    | Punkte |
| ----- | ---- | ------------------- | ------------- | ------ |
| 1     | FIN  | Matti Nykänen       | 118,5 / 107,0 | 224,0  |
| 2     | NOR  | Erik Johnsen        | 114,5 / 102,0 | 207,9  |
| 3     | YUG  | Matjaž Debelak      | 113,0 / 108,0 | 207,7  |
| 4     | FRG  | Thomas Klauser      | 114,5 / 102,5 | 205,1  |
| 5     | TCH  | Pavel Ploc          | 114,5 / 102,5 | 204,1  |
| 6     | AUT  | Andreas Felder      | 113,5 / 103,0 | 203,9  |
| 7     | CAN  | Horst Bulau         | 112,5 / 099,5 | 197,6  |
| 8     | SWE  | Staffan Tällberg    | 110,0 / 102,0 | 196,6  |
| 9     | YUG  | Matjaž Zupan        | 111,5 / 098,5 | 195,8  |
| 10    | YUG  | Miran Tepeš         | 105,0 / 102,5 | 194,8  |
|       |      |                     |               |        |
| 12    | AUT  | Heinz Kuttin        | 112,0 / 098,5 | 193,5  |
| 20    | AUT  | Günther Stranner    | 112,0 / 094,5 | 184,9  |
| 23    | GDR  | Remo Lederer        | 105,5 / 097,0 | 181,8  |
| 25    | FRG  | Peter Rohwein       | 106,0 / 096,0 | 177,6  |
| 27    | SUI  | Christian Hauswirth | 105,0 / 097,0 | 177,1  |
| 28    | AUT  | Ernst Vettori       | 103,0 / 096,5 | 176,6  |
| 30    | SUI  | Gérard Balanche     | 105,0 / 094,5 | 172,6  |
| 31    | GDR  | Jens Weißflog       | 104,5 / 093,5 | 172,0  |
| 34    | FRG  | Andreas Bauer       | 103,0 / 093,5 | 169,9  |
| 36    | FRG  | Josef Heumann       | 102,0 / 095.0 | 167,1  |
| 43    | SUI  | Fabrice Piazzini    | 105,0 / 099,0 | 156,9  |
| 44    | SUI  | Christoph Lehmann   | 101,0 / 090,0 | 153,2  |

Datum: 23. Februar, 14:00 Uhr (1. Durchgang) / 15:20 Uhr (2. Durchgang)

K-Punkt: 114 m

55 Teilnehmer aus 18 Ländern, alle in der Wertung.
Das Springen war ursprünglich für den 20. Februar mit Start um 13:30 Uhr geplant, musste aber wegen starker Winde auf den 22. Februar und schließlich auf den 23. Februar verschoben werden.
Die Skispringer hatten mit starken Winden und Nebel zu kämpfen, was die Wettbewerbe zu einem Glücksspiel werden ließ. Die beiden an einen kahlen Berghang gesetzten Sprungschanzen waren den Böen schutzlos ausgeliefert. Der überragenden Skispringer dieser Spiele war der Finne Matti Nykänen, der von der kleinen und großen Schanze sowie mit der Mannschaft Gold gewann. Nykänen war damit zusammen mit der niederländischen Eisschnellläuferin Yvonne van Gennip der erfolgreichste Teilnehmer der Wettbewerbe. Johnsons Silbermedaille war die erste Springermedaille für Norwegen seit 1968. Obwohl Johnson in der Addition um 4,5. m kürzer als Debelak sprang, kam er bei den Punkterichtern besser weg. Felder und Kuttin begingen im 2. Durchgang schwere Absprungfelder, wobei Vettori weder mit dem langen noch dem kürzeren Anlauf zurechtkam.
Die größte Sympathie des Publikums galt wiederum dem Briten Eddie Edwards. Er war mehr komisches Talent als ernstzunehmender Sportler. Aufgrund seiner „Flugkünste“ wurde er scherzhaft „Eddie the Eagle“ genannt. Mit seinen 71 m im 1. Durchgang überbot er aber tatsächlich den bisherigen britischen Rekord von 68 Metern.

### Mannschaftsspringen
| Platz | Land | Sportler                                                                  | Punkte |
| ----- | ---- | ------------------------------------------------------------------------- | ------ |
| 1     | FIN  | Matti Nykänen Ari-Pekka Nikkola Tuomo Ylipulli Jari Puikkonen             | 634,4  |
| 2     | YUG  | Primož Ulaga Matjaž Zupan Matjaž Debelak Miran Tepeš                      | 625,5  |
| 3     | NOR  | Ole Christian Eidhammer Jon Inge Kjørum Ole Gunnar Fidjestøl Erik Johnsen | 596,1  |
| 4     | TCH  | Ladislav Dluhoš Jiří Malec Pavel Ploc Jiří Parma                          | 586,8  |
| 5     | AUT  | Ernst Vettori Heinz Kuttin Günther Stranner Andreas Felder                | 577,6  |
| 6     | GER  | Andreas Bauer Peter Rohwein Thomas Klauser Josef Heumann                  | 559,0  |
| 7     | SWE  | Per-Inge Tällberg Anders Daun Jan Boklöv Staffan Tällberg                 | 539,7  |
| 8     | SUI  | Gérard Balanche Christoph Lehmann Fabrice Piazzini Christian Hauswirth    | 516,1  |

Datum: 24. Februar 1988, 13:30 Uhr

Großschanze; K-Punkt: 114 m

11 Teams am Start, alle in der Wertung.
Der Wettbewerb war ursprünglich für den 17. Februar um 13.30 Uhr angesetzt, obwohl es ab 15. Februar wegen der ständigen Winde keine Trainings gegeben hatte (die Springer mussten nach jeweils sechs Stunden unverrichteter Dinge in ihre Unterkünfte zurückkehren). Der jugoslawische Springer Ulaga sprach davon, dass die Springer hier nur „Marionetten der Veranstalter“ seien.
Es wurde jeweils der schlechteste Sprung eines Athleten pro Durchgang gestrichen. Große Favoriten waren Finnland und die Tschechoslowakei, um Bronze sollte sich ein Dreikampf zwischen Norwegen, Jugoslawien und Österreich entwickeln. Nykänen verlangte bereits vor dem ersten Sprung von der Jury, den Start um drei Luken nach unten zu verlegen; dies geschah dann vor dem zweiten Durchgang. Beim österreichischen Team überzeugten die jungen Springer, während die „Routiniers“ Vettori und Felder laut Trainer Paul Ganzenhuber „gänzlich ausgelassen“ hätten.

## Nordische Kombination

### Einzel
| Platz | Land | Sportler            | Punkte Springen | Zeit (min) |
| ----- | ---- | ------------------- | --------------- | ---------- |
| 1     | SUI  | Hippolyt Kempf      | 217,9 0(3.)     | 39:27,5    |
| 2     | AUT  | Klaus Sulzenbacher  | 228,5 0(1.)     | 39:46,5    |
| 3     | URS  | Allar Levandi       | 216,6 0(4.)     | 40:31,8    |
| 4     | GDR  | Uwe Prenzel         | 207,6 (13.)     | 40:38,2    |
| 5     | SUI  | Andreas Schaad      | 207,2 (14.)     | 40:40,0    |
| 6     | NOR  | Torbjørn Løkken     | 199,4 (19.)     | 40:53,0    |
| 7     | TCH  | Miroslav Kopal      | 208,7 (12.)     | 41:00,0    |
| 8     | GDR  | Marko Frank         | 209,4 (10.)     | 41:15,6    |
| 9     | GDR  | Thomas Prenzel      | 215,5 0(5.)     | 41:18,1    |
| 10    | URS  | Wassili Sawin       | 203,7 (17.)     | 41:22,9    |
|       |      |                     |                 |            |
| 13    | FRG  | Hubert Schwarz      | 219,2 0(2.)     | 42:35,8    |
| 22    | AUT  | Klaus Ofner         | 208,9 (11.)     | 43:26,3    |
| 24    | AUT  | Hansjörg Aschenwald | 214,1 0(7.)     | 43:55,5    |
| 25    | FRG  | Thomas Müller       | 190,4 (31.)     | 44:02,7    |
| 28    | FRG  | Hans-Peter Pohl     | 204,3 (15.)     | 44:23,9    |
| 29    | FRG  | Hermann Weinbuch    | 179,6 (39.)     | 44:26,4    |
| 34    | AUT  | Günter Csar         | 196,2 (25.)     | 45:26,2    |
| 35    | SUI  | Fredy Glanzmann     | 180,1 (37.)     | 45:38,8    |

Springen: 28. Februar 1988

Normalschanze; K-Punkt: 89 m
15 km Langlauf: 28. Februar 1988, 15:00 Uhr

Höhenunterschied: 93 m; Maximalanstieg: 43 m; Totalanstieg: 520 m

43 Teilnehmer aus 13 Ländern, davon 41 in der Wertung.
Die zeitliche Planung hatte ursprünglich zwei Tage vorgesehen, Springen 27. Februar und Laufen am 28. Februar. Wegen des Chinook-Sturmwinds war am ersten Wettkampftag jedoch kein Springen möglich. So musste der gesamte Wettbewerb am Tag darauf ausgetragen werden – und dies, obwohl beide Wettkampfstätten 120 km voneinander entfernt lagen.
Bei diesem Wettkampf kam erstmals die Gundersen-Methode zur Anwendung, sodass der Erste der Langläufer, der ins Ziel kommt, auch der Sieger des Wettbewerbs ist. Die bundesdeutsche Mannschaft, die vier Tage zuvor noch den Titel im Teamwettbewerb errungen hatte, konnte keinen Sportler unter die besten zehn bringen. Als bester Westdeutscher wurde Hubert Schwarz 13. des Einzelwettbewerbs. Stattdessen konnte mit Hippolyt Kempf erstmals ein Schweizer die olympische Goldmedaille im Einzelwettbewerb gewinnen. Zuvor hatte lediglich Alois Kälin zwanzig Jahre zuvor in Grenoble als Zweiter olympisches Edelmetall für die Eidgenossen in dieser Disziplin errungen. Sulzenbacher war vor allem im Springen sehr stark, doch diesmal konnte er nur im ersten Durchgang mit einer Weite von 88,5 m überzeugen, sodass sein Vorsprung auf die Konkurrenz nicht groß genug war. Er führte 62 Sekunden vor Hubert Schwarz (der aber nur als guter Springer bekannt war), Kempf lag auf Rang 3 (70,7 s Rückstand). Nach 12 km überholte der Schweizer den Österreicher. Lewandi war mit 79,4 s Rückstand Vierter, aber sogar Løkken (obwohl bereits 3:14 zurück) wurde als Goldmedaillenanwärter gehandelt.

### Mannschaft
| Platz | Land | Sportler                                              | Punkte im Springen | Zeit (h)  |
| ----- | ---- | ----------------------------------------------------- | ------------------ | --------- |
| 1     | FRG  | Thomas Müller Hans-Peter Pohl Hubert Schwarz          | 629,8 (1.)         | 1:20:46,0 |
| 2     | SUI  | Fredy Glanzmann Hippolyt Kempf Andreas Schaad         | 571,4 (6.)         | 1:20:49,4 |
| 3     | AUT  | Hansjörg Aschenwald Günter Csar Klaus Sulzenbacher    | 626,6 (2.)         | 1:21:16,9 |
| 4     | NOR  | Torbjørn Løkken Hallstein Bøgseth Trond Arne Bredesen | 596,6 (3.)         | 1:21:34,4 |
| 5     | DDR  | Thomas Prenzel Marko Frank Uwe Prenzel                | 571,6 (5.)         | 1:23:04,5 |
| 6     | TCH  | Ladislav Patráš Ján Klimko Miroslav Kopal             | 573,5 (4.)         | 1:23:44,1 |
| 7     | FIN  | Pasi Saapunki Jouko Parviainen Jukka Ylipulli         | 561,3 (7.)         | 1:25:39,3 |
| 8     | FRA  | Jean-Pierre Bohard Xavier Girard Fabrice Guy          | 541,0 (8.)         | 1:27:09,4 |

Springen: 23. Februar 1988, 13:30 Uhr

Normalschanze; K-Punkt: 89 m
3 × 10 km Staffel: 24. Februar 1988, 10:00 Uhr

Höhenunterschied: 93 m; Maximalanstieg: 43 m; Totalanstieg: 520 m

10 Teams am Start, alle in der Wertung.
Der Mannschaftswettbewerb in der Nordischen Kombination wurde in Calgary erstmals bei Olympischen Spielen ausgetragen. Die bundesdeutsche Mannschaft, die bereits im Jahr zuvor bei der Heim-WM in Oberstdorf gewonnen hatte, damals noch mit Hermann Weinbuch anstelle von Hubert Schwarz, konnte sich bei dieser Premiere knapp vor den Schweizern Olympiagold sichern. Die Schweiz lag nach dem Springen nur auf Rang 6 (Rückstand 4:52 min). Im Laufen ging Österreich sogar kurzfristig durch Startläufer Csar in Führung. Überraschend blieb Mitfavorit Norwegen ohne Medaille. Die Sowjetunion konnte nicht antreten, nachdem Allar Levandi ausgefallen war und ein Ersatzmann nicht nachnominiert werden konnte.